# Gianni Minervini
Gianni Minervini (* 21. Oktober 1966 in Rom) ist ein ehemaliger italienischer Schwimmer. Er hatte sich auf das Brust- und das Lagenschwimmen spezialisiert.

## Werdegang
Minervini gewann bei den Italienischen Meisterschaften 1984 seinen ersten nationalen Titel über die 100 Meter Brust sowie Bronze über die 200 Meter. Wenig später gehörte er trotz seiner nur 17 Jahren zur italienischen Mannschaft bei den Olympischen Sommerspielen 1984 in Los Angeles. Über die 100 Meter Brust erreichte er den neunten Rang, mit der 4-mal-100-Meter-Lagenstaffel schied er im zweiten Vorlauf aus, nachdem die Mannschaft disqualifiziert wurde.
Bei den Italienischen Meisterschaften 1985 gewann er erneut den Titel über die 100 Meter Brust. Außerdem sicherte Minervini sich mit der Mannschaft die Silbermedaillen in der Lagenstaffel. Kurze Zeit später gehörte er zur italienischen Auswahl bei den Schwimmeuropameisterschaften 1985 in Sofia. Dabei verpasste er als Vierter über 100 Meter Brust nur knapp eine Medaille, konnte aber später mit der Lagenstaffel Bronze gewinnen. Als Student nahm er im gleichen Jahr an der Sommer-Universiade 1985 im japanischen Kōbe teil und sicherte sich dort Silber die die 100 Meter. Am 20. August 1985 stellte er in Pesaro mit 1:02,61 Minuten einen neuen Europarekord über diese Disziplin auf, welcher ein Jahr Bestand hatte. Ein Jahr später bei den Italienischen Meisterschaften 1986 gewann er zum dritten Mal in Folge den Titel über 100 Meter Brust und auch erneut die Silbermedaille mit der Staffel. In Madrid gelang ihm bei den Schwimmweltmeisterschaften 1986 gewann er ebenfalls Silber über die 100 Meter.
Bei den Mittelmeerspielen 1987 in Latakia gewann Minervini die Goldmedaille im Einzel und mit der Lagenstaffel. Im gleichen Jahr musste er sich zum ersten Mal in seiner Karriere über die 100 Meter Brust bei den Italienischen Meisterschaften geschlagen geben und gewann nur Bronze. Mit der Lagenstaffel reichte es erneut nur zu Silber. Bei den Schwimmeuropameisterschaften 1987 in Straßburg gewann er Bronze über die 100 Meter Brust. Mit der Lagenstaffel blieb Minervini als Vierter nur knapp ohne eine weitere Medaille.
In Seoul verpasste Minervini bei den Olympischen Sommerspielen 1988 als Siebenter über 100 Meter Brust erneut seine erste Olympiamedaille. Mit der Lagenstaffel schied er in Vorlauf drei aus und lag am Ende nur auf einem schwachen 15. Platz.
Bei den ersten Sprintschwimmeuropameisterschaften 1991 in Gelsenkirchen feierte er über die 50 Meter Brust sowie mit der 4-mal-50-Meter-Lagenstaffel den Gewinn der Bronzemedaille. Bei den Schwimmeuropameisterschaften 1991 in Athen und auch bei den Schwimmweltmeisterschaften 1991 im australischen Perth konnte Minervini zudem erneut Bronze über die 100 Meter gewinnen.
Mit den Olympischen Sommerspielen 1992 in Barcelona bestritt Minervini seinen letzten großen Wettbewerb. Über die 100 Meter Brust lag er am Ende gemeinsam mit Stéphane Vossart und Hans Dersch auf dem zehnten Platz. Mit der Lagenstaffel scheiterte er wie bereits 1988 wieder im dritten Vorlauf und belegte am Ende nur Rang 11.
Nach seiner aktiven Laufbahn blieb Minervini dem Schwimmen treu. Bei den Schwimmweltmeisterschaften 2009 in seiner Heimatstadt Rom gehörte er zum Organisationskomitee.